# Губернаторський палац (Асмера)
Губернаторський палац — колишня резиденція італійського губернатора в Асмері (Еритрея), будівля в стилі ар-деко в центрі міста, у якому в даний час розміщується столичний муніципалітет.

## Історія
Раніше губернаторським палацом називалося іншу будівлю, яка за часів італійської колонізації дійсно була резиденцією італійського губернатора і яка була збудована в 1899 Фернандо Мартіні, першим італійським губернатором Еритреї в Асмері (нині це Президентський офіс в Асмері). Та будівля, яку часом називають «Гібі», стало Музеєм Асмери за часів, коли Еритрея входила до складу  Ефіопії, а губернаторська (ефіопського губернатора) резиденція тоді ж була перенесена в будівлю, нині звану губернаторським палацом.
Будівля «губернаторського палацу», у якому зараз розміщується муніципалітет міста, зведено в 1930-і в типовому фашистському стилі (під назвою італ. Littorio), а його центральну «вежу» тоді прикрашали на вході фасції (Fasci).